# Uewer Nidder Käerjéng 97
L'Uewer Nidder Käerjeng 97 è una società calcistica lussemburghese con sede nella città di Bascharage. Milita in Division Nationale, la prima serie del campionato lussemburghese di calcio.
Il club è stato fondato nel 1997 dalla fusione tra l'US Bascharage e il Jeunesse Hautcharage.

## Palmarès

### Competizioni nazionali
- Coppa del Lussemburgo: 1

1970-1971
- Éirepromotioun: 2

2004-2005, 2015-2016

### Altri piazzamenti
- Campionato lussemburghese:

Terzo posto: 2010-2011
- Coppa del Lussemburgo:

Finalista: 2006-2007, 2008-2009
Semifinalista: 2012-2013
- Éirepromotioun:

Secondo posto: 2024-2025

## Statistiche

### Partecipazione alle competizioni europee
Come Jeunesse Hautcharage
- Coppa delle Coppe 1971-1972: primo turno

Nella stagione 1971-1972 il Jeunesse Hautcharage si qualificò per la prima volta nella sua storia ad una competizione europea. La squadra venne eliminata al primo turno subendo una sconfitta per 21-0 da parte del Chelsea (8-0 in casa e 13-0 in trasferta). Questa è stata la peggior sconfitta (complessiva) mai registrata in una competizione ufficiale UEFA.
Come UN Käerjéng 97
- Coppa UEFA 2007-2008: secondo turno

Nella stagione 2007-2008 il UN Käerjéng 97 si qualifica per la seconda volta nella sua storia in coppa UEFA. Dopo aver eliminato al primo turno il Lillestrøm SK (sconfitta per 2-1 in trasferta e vittoria per 1-0 in casa) la squadra viene eliminata al secondo turno dallo Royal Standard de Liège con due sconfitte (3-0 in casa e 1-0 in trasferta)
- UEFA Europa League 2011-2012: primo turno

Nella stagione 2011-2012 grazie al terzo posto in campionato la squadra si garantisce l'accesso alla coppa europea. Al primo turno gli sfidanti sono gli svedesi dell'Häcken: dopo il pareggio nella gara di andata per 1-1 il Käerjéng ha impattato in Svezia per 5-1. Entrambi i gol sono stati realizzati da Stéphane Da Cruz.
Statistiche competizioni europee:
|                | G | V | Pa | Pe | GF | GS | GD  |
| -------------- | - | - | -- | -- | -- | -- | --- |
| UN Käerjéng 97 | 6 | 1 | 1  | 4  | 4  | 29 | -25 |